# Leo I av Armenien (furste)
Leo I av Armenien, död 1140, var regerande furste av Armenien mellan 1129 och 1137.